# 言語聴覚士養成所
言語聴覚士養成所（げんごちょうかくしようせいしょ）とは、言語聴覚士の養成施設。言語聴覚士学校とも呼ばれる。
多くは3年制、4年制の専門学校、4年制大学である。指定科目の既修得者は2年制の大学専攻科・専門学校、1年制の短期大学専攻科がある。3年制の養成校では、400万～500万円の学費が必要である。

## 学校一覧

### 大学
2021年現在、大学（学士課程）である言語聴覚士養成校は28校存在する。
| 学校名                           | 学部名                     | 学科名                     | 専攻・コース名                 | 所在地             |
| -------------------------------- | -------------------------- | -------------------------- | ------------------------------ | ------------------ |
| 北海道医療大学                   | リハビリテーション科学部   | 言語聴覚療法学科           |                                | 北海道石狩郡当別町 |
| 弘前医療福祉大学                 | 保健学部                   | 医療技術学科               | 言語聴覚専攻                   | 青森県弘前市       |
| 東北文化学園大学                 | 医療福祉学部               | リハビリテーション学科     | 言語聴覚学専攻                 | 宮城県仙台市       |
| 国際医療福祉大学                 | 保健医療学部               | 言語聴覚学科               |                                | 栃木県大田原市     |
| 群馬パース大学                   | リハビリテーション学部     | 言語聴覚学科               |                                | 群馬県高崎市       |
| 目白大学                         | 保健医療学部               | 言語聴覚学科               |                                | 埼玉県さいたま市   |
| 国際医療福祉大学                 | 成田保健医療学部           | 言語聴覚学科               |                                | 千葉県成田市       |
| 東京工科大学                     | 医療保健学部               | リハビリテーション学科     | 言語聴覚学専攻                 | 東京都大田区       |
| 帝京平成大学                     | 健康メディカル学部         | 言語聴覚学科               |                                | 東京都豊島区       |
| 北里大学                         | 医療衛生学部               | リハビリテーション学科     | 言語聴覚療学専攻               | 神奈川県相模原市   |
| 新潟医療福祉大学                 | リハビリテーション学部     | 言語聴覚学科               |                                | 新潟県新潟市       |
| 新潟リハビリテーション大学       | 医療学部                   | リハビリテーション学科     | 言語聴覚学専攻                 | 新潟県村上市       |
| 福井医療大学                     | 保健医療学部               | リハビリテーション学科     | 言語聴覚学専攻                 | 福井県福井市       |
| 聖隷クリストファー大学           | リハビリテーション学部     | 言語聴覚学科               |                                | 静岡県浜松市       |
| 愛知学院大学                     | 心身科学部                 | 健康科学科                 | 言語聴覚士コース               | 愛知県日進市       |
| 愛知淑徳大学                     | 健康医療科学部             | 医療貢献学科               | 言語聴覚学専攻                 | 愛知県長久手市     |
| 京都光華女子大学                 | 健康科学部                 | 医療福祉学科               | 言語聴覚専攻                   | 京都府京都市       |
| 京都先端科学大学                 | 健康医療学部               | 言語聴覚学科               |                                | 京都府京都市       |
| 大阪河﨑リハビリテーション大学   | リハビリテーション学部     | リハビリテーション学科     | 言語聴覚学専攻                 | 大阪府貝塚市       |
| 大阪人間科学大学                 | 保健医療学部               | 言語聴覚学科               |                                | 大阪府摂津市       |
| 関西福祉科学大学                 | 保健医療学部               | リハビリテーション学科     | 言語聴覚学専攻                 | 大阪府柏原市       |
| 大和大学                         | 保健医療学部               | 総合リハビリテーション学科 | 言語聴覚学専攻                 | 大阪府吹田市       |
| 姫路獨協大学                     | 医療保健学部               | 言語聴覚療法学科           |                                | 兵庫県姫路市       |
| 川崎医療福祉大学                 | リハビリテーション学部     | 言語聴覚療法学科           |                                | 岡山県倉敷市       |
| 広島国際大学                     | 総合リハビリテーション学部 | リハビリテーション学科     | 言語聴覚療法学専攻             | 広島県東広島市     |
| 県立広島大学                     | 保健福祉学部               | 保健福祉学科               | コミュニケーション障害学コース | 広島県三原市       |
| 高知リハビリテーション専門職大学 | リハビリテーション学部     | リハビリテーション学科     | 言語聴覚学専攻                 | 高知県土佐市       |
| 国際医療福祉大学                 | 福岡保健医療学部           | 言語聴覚学科               |                                | 福岡県大川市       |
| 熊本保健科学大学                 | 保健科学部                 | リハビリテーション学科     | 言語聴覚学専攻                 | 熊本県熊本市       |
| 九州保健福祉大学                 | 臨床心理学部               | 臨床心理学科               | 言語聴覚コース                 | 宮崎県延岡市       |

#### 専攻科
2021年現在、大学の専攻科である言語聴覚士養成校は4校存在する。
| 学校名               | 学科名                    | 修業年限 | 所在地         |
| -------------------- | ------------------------- | -------- | -------------- |
| 武蔵野大学           | 専攻科 言語聴覚士養成課程 | 2年制    | 東京都西東京市 |
| 大阪保健医療大学     | 専攻科 言語聴覚専攻       | 2年制    | 大阪府大阪市   |
| 広島都市学園大学     | 言語聴覚専攻科            | 2年制    | 広島県広島市   |
| 福岡国際医療福祉大学 | 専攻科 言語聴覚専攻科     | 2年制    | 福岡県福岡市   |

### 短期大学
2021年現在、短期大学である言語聴覚士養成校は1校存在する。
| 学校名               | 学科名       | 専攻・コース名 | 修業年限 | 所在地       |
| -------------------- | ------------ | -------------- | -------- | ------------ |
| 仙台青葉学院短期大学 | 言語聴覚学科 |                | 3年制    | 宮城県仙台市 |

#### 専攻科
2021年現在、短期大学の専攻科である言語聴覚士養成校は1校存在する。
| 学校名                 | 学科名                                         | 修業年限 | 所在地               |
| ---------------------- | ---------------------------------------------- | -------- | -------------------- |
| 大和大学白鳳短期大学部 | 専攻科 リハビリテーション学専攻 言語聴覚学課程 | 1年制    | 奈良県北葛城郡王寺町 |

### 専修学校・各種学校

#### 高等学校卒業者対象
2021年現在、専修学校・各種学校である言語聴覚士養成校のうち、高等学校卒業者を対象としたものは26校存在する。
| 学校名                                 | 学科名           | 修業年限 | 所在地             |
| -------------------------------------- | ---------------- | -------- | ------------------ |
| 専門学校北海道リハビリテーション大学校 | 言語聴覚学科     | 3年制    | 北海道札幌市       |
| 札幌医学技術福祉歯科専門学校           | 言語聴覚士科     | 3年制    | 北海道札幌市       |
| 国際医療看護福祉大学校                 | 言語聴覚士科     | 3年制    | 福島県郡山市       |
| 医療専門学校水戸メディカルカレッジ     | 言語聴覚療法学科 | 3年制    | 茨城県水戸市       |
| 埼玉福祉保育医療製菓調理専門学校       | 言語聴覚士科     | 3年制    | 埼玉県さいたま市   |
| 東京医薬専門学校                       | 言語聴覚士科     | 3年制    | 東京都江戸川区     |
| 西武学園医学技術専門学校東京池袋校     | 言語聴覚学科     | 3年制    | 東京都豊島区       |
| 長野医療衛生専門学校                   | 言語聴覚士学科   | 4年制    | 長野県上田市       |
| サンビレッジ国際医療福祉専門学校       | 言語聴覚学科     | 3年制    | 岐阜県揖斐郡池田町 |
| 専門学校日本聴能言語福祉学院           | 補聴言語学科     | 3年制    | 愛知県名古屋市     |
| 大阪医療技術学園専門学校               | 言語聴覚士学科   | 3年制    | 大阪府大阪市       |
| 関西総合リハビリテーション専門学校     | 言語聴覚学科     | 3年制    | 兵庫県淡路市       |
| 神戸医療福祉専門学校三田校             | 言語聴覚士科     | 4年制    | 兵庫県三田市       |
| 姫路医療専門学校                       | 言語聴覚士科     | 3年制    | 兵庫県姫路市       |
| リハビリテーションカレッジ島根         | 言語聴覚学科     | 4年制    | 島根県浜田市       |
| 朝日医療大学校                         | 言語聴覚学科     | 3年制    | 岡山県岡山市       |
| 山口コ・メディカル学院                 | 言語聴覚学科     | 4年制    | 山口県山口市       |
| 四国中央医療福祉総合学院               | 言語聴覚学科     | 3年制    | 愛媛県四国中央市   |
| 専門学校麻生リハビリテーション大学校   | 言語聴覚学科     | 3年制    | 福岡県福岡市       |
| 専門学校柳川リハビリテーション学院     | 言語聴覚学科     | 3年制    | 福岡県柳川市       |
| 長崎リハビリテーション学院             | 言語療法学科     | 3年制    | 長崎県大村市       |
| 熊本駅前看護リハビリテーション学院     | 言語聴覚療法学科 | 4年制    | 熊本県熊本市       |
| 大分リハビリテーション専門学校         | 言語聴覚士科     | 3年制    | 大分県大分市       |
| 鹿児島医療技術専門学校                 | 言語聴覚療法学科 | 4年制    | 鹿児島県鹿児島市   |
| 鹿児島第一医療リハビリ専門学校         | 言語聴覚学科     | 3年制    | 鹿児島県霧島市     |
| 沖縄リハビリテーション福祉学院         | 言語聴覚学科     | 3年制    | 沖縄県与那原町     |

#### 大学卒業者対象
2021年現在、専修学校・各種学校である言語聴覚士養成校のうち、大学卒業者を対象としたものは19校存在する。
| 学校名                                                   | 学科名           | 修業年限 | 所在地           |
| -------------------------------------------------------- | ---------------- | -------- | ---------------- |
| 前橋医療福祉専門学校                                     | 言語聴覚学科     | 2年制    | 群馬県前橋市     |
| 埼玉福祉保育医療製菓調理専門学校（2024年度以降募集停止） | 言語聴覚士科Ⅱ部  | 2年制    | 埼玉県さいたま市 |
| 国立障害者リハビリテーションセンター学院                 | 言語聴覚学科     | 2年制    | 埼玉県所沢市     |
| 東京医薬専門学校                                         | 言語聴覚士科     | 2年制    | 東京都江戸川区   |
| 首都医校                                                 | 言語聴覚学科     | 2年制    | 東京都新宿区     |
| 日本福祉教育専門学校                                     | 言語聴覚療法学科 | 2年制    | 東京都新宿区     |
| 多摩リハビリテーション学院専門学校                       | 言語聴覚療法学科 | 3年制    | 東京都青梅市     |
| 茅ヶ崎リハビリテーション専門学校                         | 言語聴覚学科     | 2年制    | 神奈川県茅ヶ崎市 |
| 名古屋医専                                               | 言語聴覚学科     | 2年制    | 愛知県名古屋市   |
| 東海医療科学専門学校                                     | 言語聴覚科       | 2年制    | 愛知県名古屋市   |
| 専門学校日本聴能言語福祉学院                             | 聴能言語学科     | 2年制    | 愛知県名古屋市   |
| 日本福祉大学中央福祉専門学校                             | 言語聴覚士科     | 2年制    | 愛知県名古屋市   |
| 京都医健専門学校                                         | 言語聴覚科       | 2年制    | 京都府京都市     |
| 大阪医療技術学園専門学校                                 | 言語聴覚士学科   | 2年制    | 大阪府大阪市     |
| 大阪医専                                                 | 言語聴覚学科     | 2年制    | 大阪府大阪市     |
| 大阪医療福祉専門学校                                     | 言語聴覚士学科   | 2年制    | 大阪府大阪市     |
| 神戸総合医療専門学校                                     | 言語聴覚士科     | 2年制    | 兵庫県神戸市     |
| 平成リハビリテーション専門学校                           | 言語聴覚療法学科 | 3年制    | 兵庫県西宮市     |
| 関西学研医療福祉学院                                     | 言語聴覚学科     | 2年制    | 奈良県奈良市     |
| 専門学校麻生リハビリテーション大学校                     | 言語聴覚学科     | 2年制    | 福岡県福岡市     |